# Kálmán Széll
Kálmán (Koloman) Széll von Duka und Szentgyörgyvölgy (* 8. Juni 1843 in Gasztony, Komitat Eisenburg; † 16. August 1915 in Rátót, Komitat Eisenburg) war Politiker, Bankier und von 1899 bis 1903 Ministerpräsident Ungarns.

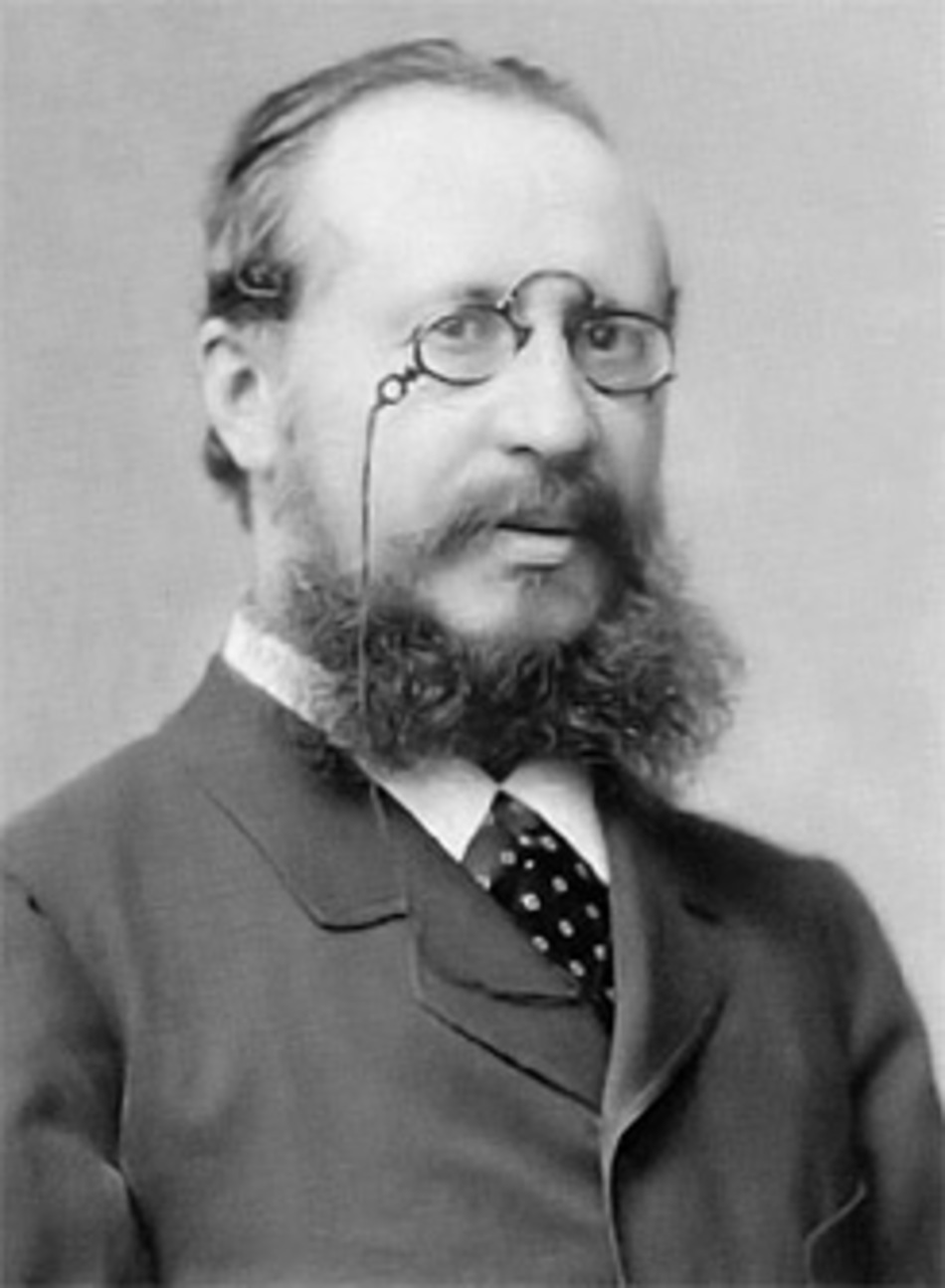
Kálmán Széll um 1900

## Leben

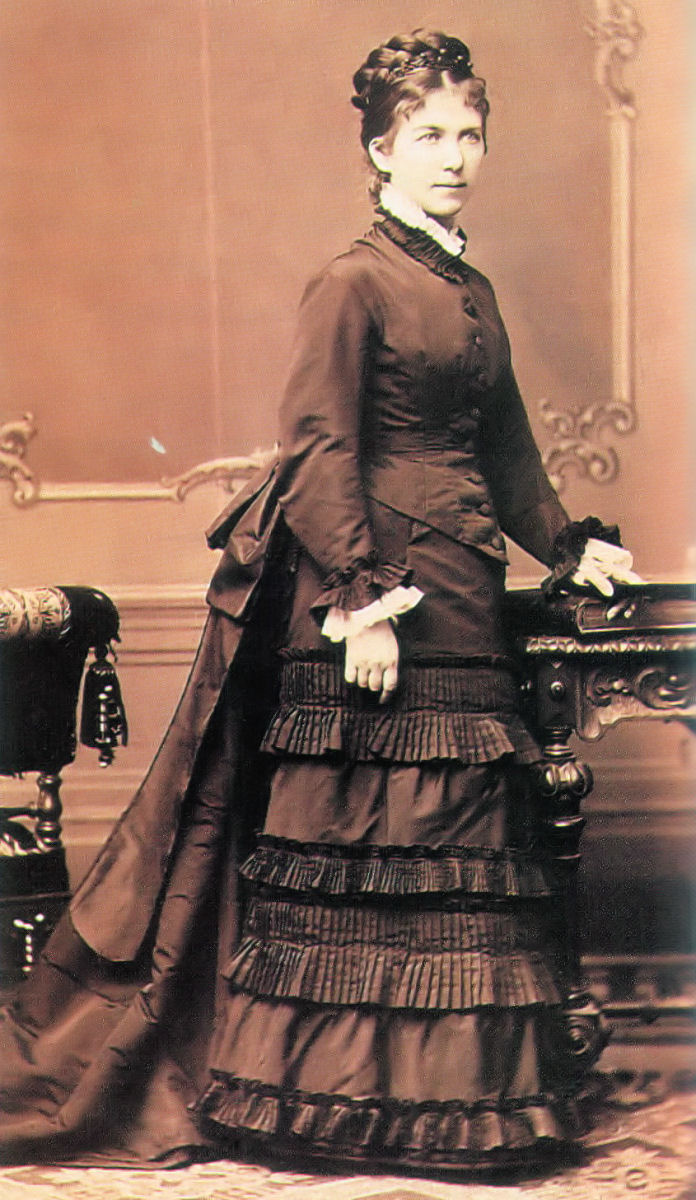
Ilona Széll, geborene Vörösmarty

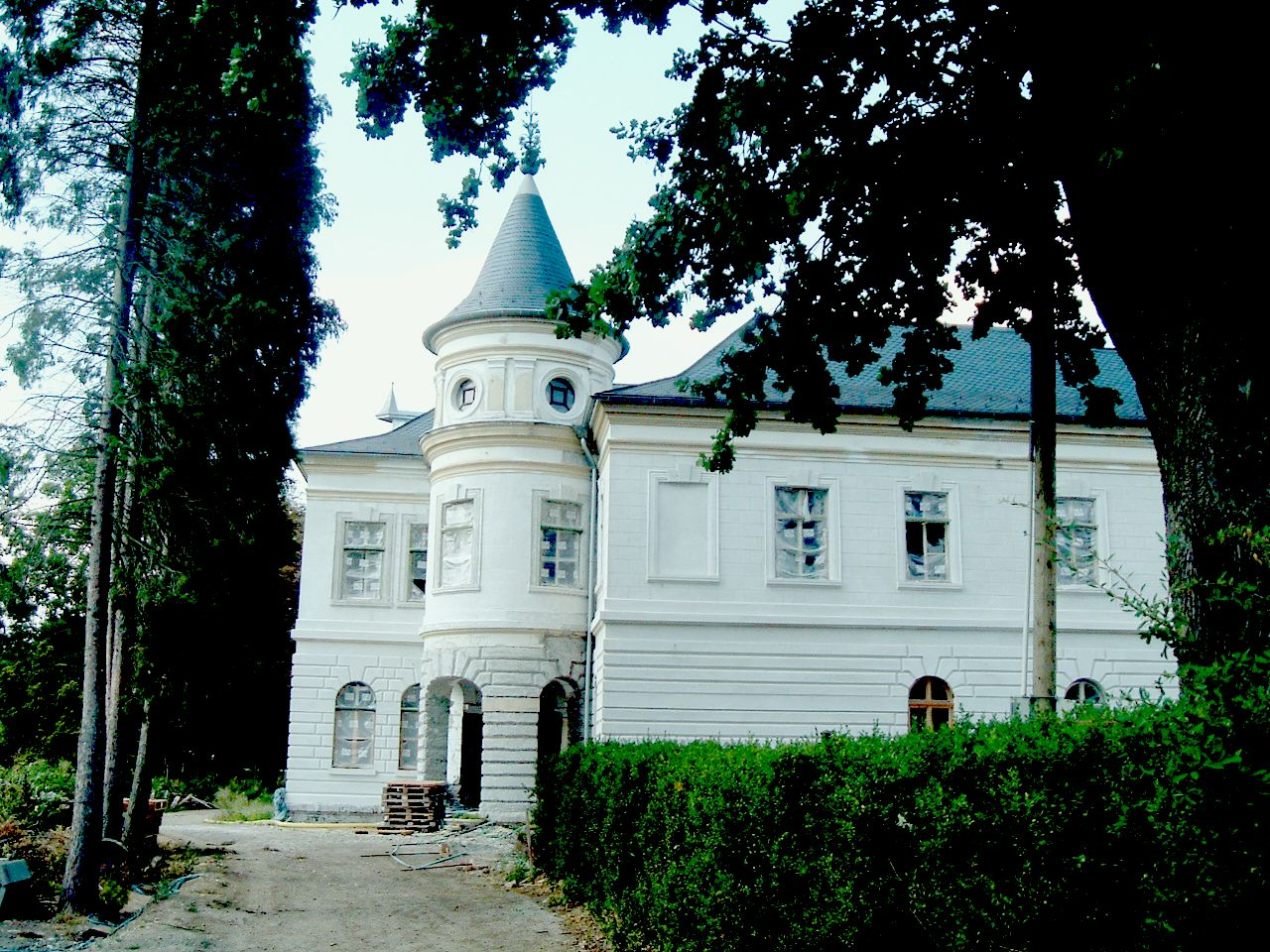
Die Residenz Szélls in Rátót, Architekt Alajos Hauszmann (1890)

Széll schlug vorerst die Laufbahn eines Richters ein, spezialisierte sich jedoch später auf Finanzfragen. Er wurde ein Gefolgsmann seines „Schwiegervaters“, Ferenc Deák. Seine Frau Ilona Vörösmarty (1846–1910), Tochter des 1855 verstorbenen Dichters Mihály Vörösmarty, war ein Mündel Deáks. Die Ehe wurde 1867 geschlossen, das Paar bekam eine Tochter, Ilona.
Seit der Wiedereröffnung des ungarischen Reichstags 1865 war er Abgeordneter und von 2. März 1875 bis 4. Oktober 1878 Finanzminister in der Regierung Kálmán Tisza. Wegen der Okkupation Bosnien-Herzegowinas trat er jedoch zurück. Er blieb Abgeordneter der Liberalen Partei bis 1911 und arbeitete als Bankier in Wien. Széll setzte sich für die Errichtung der Bahnlinie Győr–Szombathely–Sopron ein. 1896 leitete er die ungarische Delegation in den erfolglosen turnusmäßigen Ausgleichsverhandlungen mit Österreich.

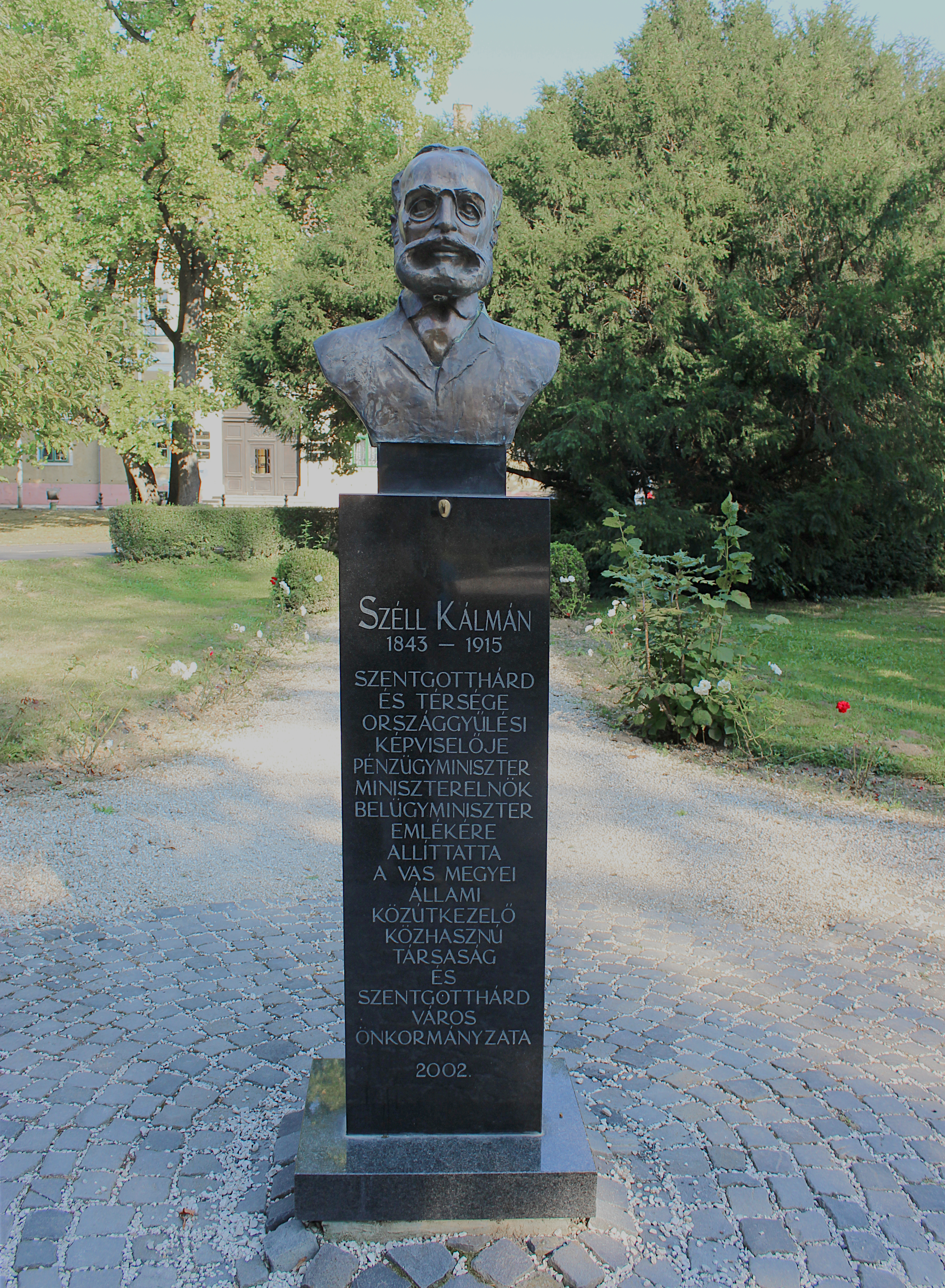
Büste von Kálmán Széll im Stadtpark von Szentgotthárd

Nach dem Rücktritt von Dezső Bánffy wurde Széll von König Franz Joseph I. am 26. Februar 1899 zum Ministerpräsidenten ernannt und konnte die Obstruktion der Opposition gegen die Regierung rasch beenden. Er führte eine Steuerreform und eine Neuregelung des Finanz- und Bankwesens durch. Er war der erste Regierungschef, der konkret versuchte, den Einfluss der Geldinstitute der Minderheiten, besonders der slowakischen Tatra Banka zurückzudrängen. Was die sonstigen Zwangsmaßnahmen der Magyarisierung betraf, war Széll bei deren Durchsetzung weit gemäßigter als sein Vorgänger. Erst Ende 1902 konnte Széll die Ausgleichsverhandlungen durch einen Kompromiss bei der Quote mit der österreichischen Regierung Ernest von Koerber abschließen.
Dennoch musste er im Juni 1903 wegen andauernden Problemen beim Finanzausgleich zurücktreten.

## Ehrung
Von 1929 bis 1951 und wieder seit 2011 ist ein großer Platz im Zentrum des Budapester Stadtteils Buda nach Kálmán Széll benannt, der Széll Kálmán tér, sowie der an diesem Platz liegende U-Bahnhof der Linie M2.